# The seventh age
|  | Denne artikel er oprettet af botten PalnaBot ud fra en ekstern database. Den kan derfor have sproglige fejl eller mangler. Denne skabelon kan fjernes efter kontrol af indholdet. |

The seventh age er en film instrueret af Torben Anton Svendsen efter manuskript af Carl Th. Dreyer.

## Handling
Aldersrente er en rettighed, som tilkommer enhver dansker med en mindre indkomst. Vi besøger ældre mennesker i boliger, der er bygget til dem, på alderdomshjem og i 'De gamles By', og får indtryk af, hvordan livet leves til hverdag og fest.